# Vroege christendom
Het vroege christendom of de geschiedenis van de eerste christenen is de eerste fase van de geschiedenis van het christendom en wordt gewoonlijk gerekend vanaf het eerste pinksterfeest (30 of 33) tot aan het Eerste Concilie van Nicea (325). Deze periode wordt meestal verdeeld in de apostolische periode (ca. 30 - 100) en de ante-niceense periode (ca. 100 - 325).

## Afbakening
Er is geen eenduidige definitie van de periode die we vroege christendom kunnen noemen. Soms wordt het openbaar optreden van Jezus er reeds toe gerekend. Meestal wordt het pinksterfeest in het jaar van de kruisiging van Jezus als startpunt gekozen.
Ook over het eindpunt is geen consensus. Meestal wordt het Eerste Concilie van Nicea (325) gehanteerd, anderen rekenen tot aan de afkondiging van godsdienstvrijheid door keizer Constantijn de Grote met het Edict van Milaan (313) of (minder vaak) tot aan de wijding van paus Gregorius I op 3 september 590. Binnen restaurationistische stromingen eindigt het vroege christendom met de dood van de laatste apostel, Johannes, tegen het einde van de eerste eeuw, en begon toen de Grote afval.

## Context
Het ontstaan van het christendom vond plaats in de context van veel bredere en langduriger sociale en religieuze conflicten onder Joden en gingen terug tot aan de Babylonische ballingschap en werden versterkt door de verovering van Judea door de Romeinen. De belangrijkste onderwerpen van dit conflict waren:
1. Hellenisme: Een brandende kwestie was of helleniseren geoorloofd was of niet. Een voorbeeld van de aard van dergelijke conflicten (niet noodzakelijk tussen de farizeeën en sadduceeën) is het verzoek van Joden aan Antiochus IV Epiphanes voor toestemming "de levenswijze van de heidenen in te voeren" (1 Makkabeeën 1:11-13, Willibrordvertaling). Zij bouwden een gymnasion in de Griekse stijl, waarin jonge mannen naakt oefeningen deden (1 Makkabeeën 1:14). Dit bracht een cruciaal verschil tussen Joden en Grieken aan het licht: Joodse mannen waren besneden, en besnijdenis was het belangrijkste externe bewijs van het verbond tussen God en Abraham en zijn afstammelingen (Genesis 17). De Grieken geloofden in Mens sana in corpore sano en beschouwden besnijdenis als een barbaarse verminking. Jonge mannen die in de hellenistische cultuur wilden opgaan, "lieten zich weer een voorhuid maken" door een operatie. Volgens velen "braken [zij daardoor] met het heilig verbond" (1 Makkabeeën 1:14). Dit conflict leidde tot bloedvergieten. Uiteindelijk verbood Antiochus IV bepaalde Joodse gebruiken en eiste van de Joden zelfs "dat ze altaren, tempels en kapellen moesten oprichten voor afgoden, en varkens en andere onreine dieren moesten offeren; dat ze hun zonen niet meer mochten besnijden" (1 Makkabeeën 1:47-48).
2. Wet: Het verwerpen van hellenisme betekende voornamelijk dat de Joden in Palestina volgens de wet van Mozes zouden leven. Hoe strikt zij de wet moesten volgen en hoe deze tot in de details moest worden geïnterpreteerd inzake (on)reinheid, voedselwetten, tienden en andere onderwerpen, leidde tot grote meningsverschillen.
3. Hogepriesterschap: De status van het ambt van de hogepriester en de opvattingen van de hogepriester waren voor velen een uiterst belangrijk onderwerp. Stond hij open voor hellenisme of niet? Ook zijn afstammingslijn was zeer belangrijk, voor sommige nog belangrijker dan zijn opvattingen (1 Makkabeeën 7:12-16). In de periode van 520 tot 175 v.Chr. was de hogepriester een afstammeling van Sadok (of werd aangenomen dat hij dat was). Velen bleven loyaal aan de afstammelingen van Sadok en verwierpen andere hogepriesters.
4. Militaire controle: Na de Babylonische ballingschap, onder het hogepriesterschap van Sadokieten, kende het Judaïsme een lange periode van relatief vreedzame theocratie. Gedurende deze periode maakte Palestina altijd deel uit van een groter rijk - Perzië, het rijk van Alexander de Grote, de Ptolemaeën, de Seleuciden - maar nooit militair autonoom. De plaatselijke leider was de hogepriester, die zijn macht vanuit Jeruzalem uitoefende. Hij bepaalde wat daar gebeurde en had invloed en macht over heel Judaea. Het beperkte succes van Judas Makkabeüs in 164 v.Chr. herstelde daarom ten dele de situatie die sinds het einde van de zesde eeuw v.Chr. had geduurd: de hogepriester bestuurde de tempel en Jeruzalem, een koning op grote afstand regelde de grotere aangelegenheden. Velen wilden een eind maken aan de opstand en vrede sluiten met Syrië nadat de tempel opnieuw was gewijd. De Perzische en Hellenistische perioden waren in hun ogen niet zo slecht geweest en sommigen wilden graag terugkeren naar de situatie voor de controverse over het hellenisme en de opstand.

## Apostolische periode

### Jezus
Het bestaan van een historische Jezus wordt door vrijwel alle deskundigen geaccepteerd. Vaak wordt een verschil gemaakt tussen de historische Jezus en Jezus als Christus; het handelt in feite om twee verhalen.
Hoewel veel verhalen over Jezus als legendarisch worden beschouwd, is er consensus dat Jezus zijn openbaar optreden begon na zijn doop door Johannes de Doper, hij eerst vooral in de streek Galilea verkondigde en dat zijn latere bediening in en rondom Jeruzalem eindigde nadat hij tijdens een proces onder Pilatus werd veroordeeld tot kruisiging en hij een smadelijke dood onderging (het Passieverhaal).
Voor Jezus' leerlingen was zijn dood niet het einde. De verhalen over de opstanding van Jezus vertellen over een lege graftombe en verschijningen van de opgestane Jezus aan zeker 500 leerlingen (1 Korintiërs 15:5-6).
Uit de verhalen over Jezus' opstanding en vooral de verschillen ertussen kan worden opgemaakt dat Jezus zijn discipelen niet had voorbereid op zijn dood en hieraan pas na zijn dood (theologische) betekenis werd gegeven (vergelijk Lucas 24:1-8 met 13-27). In de evangeliën en Handelingen staat Jezus' boodschap over het Koninkrijk theologisch centraal en is er sprake van een concrete eschatologische verwachting - dat wil zeggen: de verwachting dat God ieder moment zou kunnen ingrijpen om Zijn Koninkrijk op aarde te stichten. Vanaf Paulus staat Jezus' dood en opstanding theologisch centraal en raakte het eschatologische aspect op de achtergrond en werd minder concreet (zie bijvoorbeeld 1 Tessalonicenzen 4:13-18, 1 Korintiërs 15:51-57 en Romeinen 14:9).

### Ontstaan van de Kerk

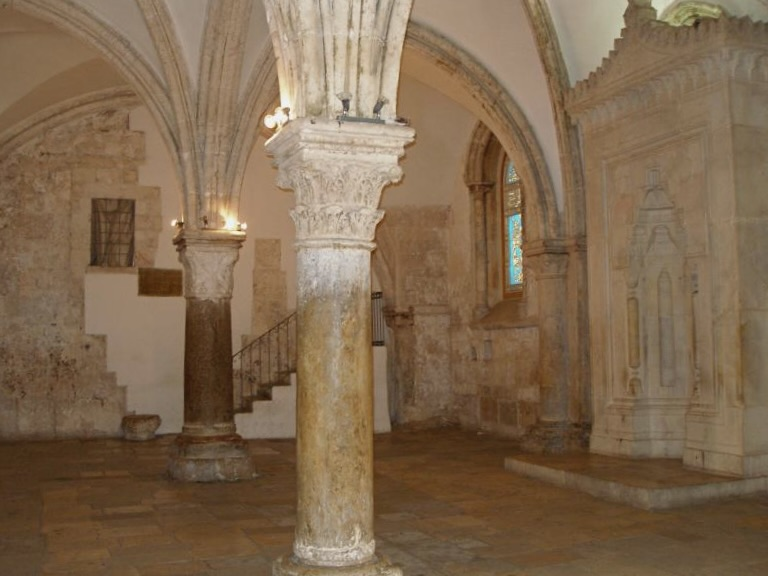
De "bovenzaal" (Cenaculum) op de berg Zion. Zo genoemd, omdat sommigen dit houden voor de ruimte waar het Laatste Avondmaal werd gehouden (Marcus 14:15) en de Heilige Geest werd uitgestort (Handelingen 1:13-15)

Voor een beeld over het allereerste begin van de christelijke Kerk zijn we afhankelijk van de verhalen in Handelingen, een werk dat traditioneel wordt toegeschreven aan Lucas en waarvan wordt aangenomen dat het rond 90 is ontstaan. Lucas blikt in dit werk terug op de eerste decennia van de christelijke zending maar het is een geïdealiseerd verslag.
In Handelingen wordt gesproken van ongeveer 120 leerlingen die in de dagen na Jezus' hemelvaart bij elkaar verbleven in een bovenvertrek in Jeruzalem (Handelingen 1:13-15). Na de aanwas van leerlingen vanaf Pinksteren wordt voor het eerst gesproken over een "gemeenschap" (Handelingen 2:41-42). Dit wordt over het algemeen gezien als het begin van de Kerk. De leden kwamen dagelijks bijeen in de Joodse tempel, gebruikten gezamenlijke maaltijden bij elkaar thuis en de leden ervan deelden alle bezit. Wie onroerend goed bezat, verkocht het en bracht de opbrengst naar de apostelen. Het geld werd vervolgens naar behoefte verdeeld onder de gelovigen (Handelingen 2:44-46; 4:32-35).
In eerste instantie werd de jonge christelijke Kerk beschouwd als een joodse sekte (Handelingen 24:14). Incidenteel werden ze aangeduid als "De Weg" (Handelingen 9:2, 19:9, 23, 22:4, 24:14,22), maar in Antiochië werden zij voor het eerst "christenen" genoemd (Handelingen 11:26).
Handelingen spreekt over een toename van vele duizenden leerlingen vanaf Pinksteren. Dit is waarschijnlijk een overdrijving (of heeft een symbolische lading). Historici gaan uit van tussen 7.000 en 10.000 christenen rond 100. Voor het eind van de tweede/begin derde eeuw is de aanname rond 200.000 christenen.

### Leiderschap
Uit de brieven van Paulus kan worden opgemaakt dat de kerk in Jeruzalem "een centrale rol had binnen alle kerken". Handelingen en Paulus geven aanwijzingen dat Petrus, Johannes (de apostel) en Jakobus (de broer van Jezus) een leidende rol hadden in de vroege kerk (Galaten 2:9; Handelingen 1:13-14). In eerste instantie was Petrus de belangrijkste apostel, maar hij werd al snel overschaduwd door Jakobus. Het kan een gevolg zijn van de positie die beiden innamen in de discussie over de noodzaak voor niet-Joodse bekeerlingen om zich aan de wet van Mozes te houden (vergelijk Galaten 2:11-14) (zie ook verderop) of het gevolg van Petrus' werk in de zending. Mogelijk speelde ook Jakobus' verwantschap aan Jezus mee.

### Paulus
Paulus was een gehelleniseerde Jood uit Tarsus, farizeeër van origine (Handelingen 23:6). Na eerst de jonge kerk op gewelddadige wijze te hebben vervolgd, werd hij bekeerd door een visioen van de opgestane Jezus (Galaten 1:13-23).
Geen auteur in het Nieuwe Testament heeft meer invloed gehad op het christelijke denken en de christelijke theologie dan Paulus. Soms wordt zelfs gesproken van "Paulijns christendom", om een onderscheid te maken met het "Joods christendom" - de aanduiding van de oorspronkelijk uitsluitend Joodse aanhangers van Jezus, die zichzelf beschouwden als onderdeel van de door God uitverkoren Israëlieten en hierin alleen afweken omdat zij Jezus beschouwden als de Messias - met opvolgers als de ebionieten. Paulus' opvatting dat bekeerde niet-Joden niet gebonden waren aan de wet van Mozes leidde tot grote conflicten; het Concilie van Jeruzalem probeerde deze op te lossen (zie verderop).
In tegenstelling tot de eerste generatie christenen evangeliseerden de leerlingen van Paulus niet door van plaats naar plaats te zwerven, maar bleven zij op één plaats totdat daar een zelfstandige gemeenschap was ontstaan. De zetel van de school van Paulus was waarschijnlijk de plaatselijke kerk in Efeze, waar Paulus lange tijd verbleef en enkele van zijn brieven schreef. Ze weerspiegelen fragmenten uit het communicatieproces tussen hem en zijn gemeenschappen. Mede door Paulus' rol in de verspreiding van het christelijke evangelie kon de beweging uitgroeien tot de wereldreligie die het nu is. Hij maakte enkele grote zendingsreizen. Ook andere apostelen zoals Petrus zouden zendingsreizen hebben gemaakt buiten Israël.

### Rituelen
Een zeer vroeg ritueel in het christendom was de gemeenschappelijke maaltijd en werd ook wel "het brood breken" (Handelingen 2:42) of "de maaltijd van de Heer genoemd" (1 Korintiërs 11:20). Deze maaltijden zouden teruggaan op Jezus zelf:
Want wat ik heb ontvangen en aan u heb doorgegeven, gaat terug op de Heer zelf. In de nacht waarin de Heer Jezus werd uitgeleverd, nam hij een brood, sprak hij een dankgebed uit [εὐχαριστήσας, eucharistèsas], brak het brood en zei: 'Dit is mijn lichaam voor jullie. Doe dit, telkens opnieuw om mij te gedenken.'— 1 Korintiërs 11:23-24
Deze gemeenschappelijke maaltijden kregen na enige tijd de naam "liefdemaaltijden" (Judas 1:12). De viering van de eucharistie ontwikkelde zich hieruit.
Een ander vroeg ritueel was de doop. De evangeliën bevatten slechts één vermelding van dopen van leerlingen van Jezus tijdens zijn leven (Johannes 3:22) en die passage werd vrijwel direct erna gecorrigeerd (Johannes 4:2). Het is daarom niet duidelijk of Jezus' leerlingen door hem waren gedoopt. In Handelingen begint de Kerk echter met een massale doop (Handelingen 2:41) en uit de brieven van Paulus kan worden opgemaakt dat de doop een belangrijk ritueel was (Romeinen 6:4; Galaten 3:27), hoewel Paulus zichzelf niet geroepen voelde te dopen (1 Korintiërs 1:17).
De Didachè bevat aanwijzingen dat er aan het eind van de eerste eeuw een eredienst bestond die overeenkomsten had met de tegenwoordige christelijke eredienst, inclusief de doop en eucharistie.

### Concilie van Jeruzalem
De oergemeente in Jeruzalem bestond volgens Handelingen 2 vanaf het begin uit Joden en tot het jodendom bekeerde proselieten, het vroegchristelijk jodendom. Zij beschouwden zichzelf nog altijd deel van het jodendom en zij hielden zich aan de wet van Mozes, met inbegrip van de besnijdenis, reinheids- en spijswetten en brachten zij offers in de tempel van Jeruzalem, de ontmoetingsplaats van de vroege christenen. Volgens hen had Jezus de Thora niet afgeschaft (vergelijk Matteüs 5:17-20).
De hellenistische gemeenschappen hielden zich niet aan de tempelcultus en de spijswetten en zij vonden niet dat heidense bekeerlingen besneden hoefden te worden. Zij lijken de Joodse wet slechts te hebben beschouwd als een morele standaard.
Volgens Handelingen was de directe aanleiding voor het Concilie van Jeruzalem een botsing tussen Paulus en Barnabas met mannen "uit Judea," die de besnijdenis vereisten voor de leden van de kerk in Antiochië "omdat ze anders niet konden worden gered." Hierna stuurde de gemeente Paulus en Barnabas naar Jeruzalem om de apostelen om advies en een beslissing te vragen (Handelingen 15:1-6).
De uitkomst van het concilie wordt verschillend beschreven in Handelingen en door Paulus. Volgens Handelingen moesten de heidense christenen zich aan de rituele geboden houden (Handelingen 15:19-21), terwijl Paulus schreef dat hij concludeerde dat hij en Barnabas het recht hadden het evangelie te verkondigen onder de heidenen op de manier zoals hij de boodschap begreep (Galaten 2:1-10). Paulus bestreed de spijswetten van het concilie nadrukkelijk (1 Korintiërs 8:7-13; 10:19-29). Het vraagstuk was niet fundamenteel opgelost. De verschillen tussen de judaïstische en hellenistische christenen bleven een splijtzwam tijdens de gemeenschappelijke maaltijden (vergelijk Galaten 2:11-14). Ook het onderwerp besnijdenis dook later weer op (Galaten 5:1-12; Handelingen 21:15-26).
Joods-christelijke tradities bleven tot de 4e eeuw bestaan, niet alleen in Syrië, Egypte en Klein-Azië, maar ook in het Westen, niet in het minst in de strijd met het Arianisme. Over het geheel genomen echter, werd Paulus’ interpretatie dominant in het christendom.

### Organisatie van de vroege kerk
In de eerste kerk van Jeruzalem waren er "oudsten" naar het model van de Israëlieten. Handelingen 11:30 en 21:18 gebruikt hiervoor πρεσβύτερος, presbyteros, "oudste": een ambt dat zich later zou ontwikkelen tot dat van priester. Daarnaast werden mannen aangesteld voor meer praktische zaken, met name de gemeenschappelijke maaltijden, om de apostelen te ontlasten (Handelingen 6:1-6). Dit wordt vaak gezien als de eerste vorm van het latere het ambt van diaken (1 Timoteüs 3:8-13).
In de kerken van Paulus werd de term "oudste" gebruikt om hun functie aan te duiden, geen status. Er kan echter niet worden uitgesloten dat er toen al sprake was van opzieners (bisschoppen) en diakenen (Filippenzen 1:1).
In de latere boeken in het Nieuwe Testament wordt een tendens aangetroffen waarbij de term "oudste", presbyteros meer en meer een ambtsdrager aanduidt. Een voorbeeld hiervan is Jakobus 5:14, waarbij voorheen priesterlijke taken worden genoemd zoals zalving. In 5:16 wordt echter onderlinge bekentenis genoemd, dus zij hadden op dat moment nog geen rol om een biecht af te nemen of de liturgie te leiden. In Handelingen 14:23 wordt gezegd dat Paulus en Barnabas oudsten aanstelden in de heidense kerken. De rede in Handelingen 20 toont aan dat zij opzieners en herders waren die de erfenis van de apostelen bewaarden en het volk tegen zonde moesten beschermen. In deze rede worden de oudsten als bisschoppen aangeduid (Handelingen 20:28), de enige keer dat de term voorkomt in Handelingen.
In de pastorale brieven komt de term presbytérion, "raad van oudsten" voor (1 Timoteüs 4:14), waarmee de voorstelling van de oudsten als een soort sanhedrin wordt bevestigd. Als zij goed leiding geven, worden ze beloond (1 Timoteüs 5:17). Soms lijken oudste en ἐπίσκοπος, episkopos, "opziener" (later: "bisschop") synoniemen, maar wordt opziener altijd in enkelvoud gebruikt en oudste in meervoud (bijvoorbeeld Titus 1:5ff). Dit is mogelijk een aanwijzing dat op dat moment al de bestuurlijke taken hoofdzakelijk lagen bij één leidende oudste binnen het college en het startpunt was van de latere ontwikkeling van de monarchale bisschop.

### Vanaf ± 60 en de Joodse Oorlog
De eerste gedocumenteerde christenvervolgingen door de Romeinse overheid vinden plaats onder de keizers Nero (vervolgingen van 64 tot 68) en Domitianus (keizer van 81 tot 96). Volgens latere overlevering werden Paulus en Petrus onder Nero in Rome ter dood gebracht. Petrus' mogelijke verblijf in Rome geldt als rechtvaardiging voor de machtspositie van de paus binnen de Rooms-Katholieke Kerk maar is binnen het protestantisme omstreden.
Met de verwoesting van Jeruzalem aan het einde van de Joodse Oorlog (70) verloor de kerk van Jeruzalem vanzelfsprekend de centrale rol die deze tot dan toe had vervuld voor het vroege christendom. In deze periode stierven ook de meeste christenen die Jezus nog hadden gekend, inclusief de apostelen.
Mede door Paulus' zendingsreizen waren er christelijke kerken in Italië, Egypte, Griekenland, Carthago, Gallië, Spanje en de verdere oostelijke Middellandse Zee kusten. De belangrijkste christelijke centra ontstonden op de kruispunten van de Romeinse handelsroutes, zoals in Rome, Alexandrië en Antiochië.

## Ante-niceense periode

### Tweede eeuw: apostolische vaders
De tweede eeuw kenmerkt zich voor het vroege christendom vooral door het verdwijnen van het joods christendom, de groei van het paulijns christendom en de groei van de gnostiek.
Na het einde van de kerk in Jeruzalem (70, zie boven) en de dood van de apostelen ontstond het vraagstuk over het leiderschap van de Kerk. Clemens I († ca. 100) introduceerde de apostolische successie, met een hiërarchische keten: God, Christus, de apostelen, de bisschoppen (1 Clemens 42-44). De apostelen hadden hun gezag (naar verluidt) overgedragen aan de vroegste apostolische vaders.
Ireneüs († ca. 202) is de oudste bron die dit uitwerkte. Volgens hem was Ignatius van Antiochië († ca. 110) een leerling van de apostel Johannes en zou Petrus als bisschop van Rome zijn opgevolgd door Linus. Hij probeerde vaak een verband te leggen met personages uit het Nieuwe Testament; zo beschouwde hij Linus als dezelfde persoon in 2 Timoteüs 4:21. Er moet rekening worden gehouden met een aanzienlijke tijdsperiode tussen zijn geschriften en de gebeurtenissen die zij beschrijven.

#### Groei van de kerk
Rodney Stark schat in dat het christendom in de eerste en tweede eeuw iedere tien jaar met 40% groeide. Deze groei dwong de christelijke gemeenschappen zich aan te passen aan de veranderingen qua aard van deze gemeenschappen zelf en qua relatie tot hun politieke en socio-economische context. Met de groei van het aantal christenen werden de gemeenschappen groter, talrijker en kwamen ze geografisch verder van elkaar af te liggen. Er ontstonden verschillen in opvattingen tussen de plaatselijke kerken, heterodoxe concepten deden hun intrede, terwijl deze niet werden herkend als afwijkend van de leer van de apostelen.

#### Vroege theologie
In de eerste eeuwen van het christendom was er geen duidelijk of eenduidig omschreven theologie. Het christelijke denken was nog volop in beweging en er waren nog geen dogma’s vastgesteld. De meeste werken waren apologetisch van aard en verdedigden het christendom richting het paganisme en het jodendom. De apologeten betoogden vaak dat het jodendom de Hebreeuwse Bijbel verkeerd begrepen en geïnterpreteerd had. In hun werken was de Hebreeuwse Bijbel de ultieme autoriteit, maar werd de Joodse wet gespiritualiseerd en gezien als een voorafschaduwing van dingen die in het christendom zouden worden vervuld, in navolging van de Brief aan de Hebreeën (bijvoorbeeld Hebreeën 10:1). Voorschriften in de Wet van Mozes kregen een profetische betekenis, zoals "besneden van oren" worden in de Brief van Barnabas 9:3.
Het debat en de voorgestelde oplossingsrichtingen gingen in belangrijke mate ook over de verhouding tussen God en Christus en tussen een goddelijke Christus en de historische Jezus, wat later christologie werd genoemd. Sommige opvattingen, zoals het adoptianisme en docetisme, waren al vanaf het begin van het christendom aanwezig. Pas nadat werken van latere kerkvaders deze opvattingen bestreden, werden deze opvattingen door degenen die de mening van deze kerkvaders accepteerden als ketterij beschouwd.
Daarnaast was een belangrijk onderwerp hoe het christelijk geloof beleden moest worden in de verschillende contexten van hellenisme waarin christenen leefden.
De grote lijn in deze geschriften wordt ook wel het proto-orthodox christendom genoemd, de set van overtuigingen en interpretaties die uiteindelijk zouden worden vastgesteld als "orthodox" op de eerste zeven oecumenische concilies, beginnend met het Eerste Concilie van Nicea (325). Deze geloofsstellingen werden beschouwd als de apostolische traditie, het geloof van Jezus en de apostelen dat van generatie op generatie was overgegeven door apostolische successie.

#### Premillennianisme
In deze eeuw werd het premillennialisme de dominante eschatologie, het geloof in een zichtbaar, duizendjarig vrederijk op aarde van Christus, voorafgaande aan een algemene opstanding en oordeelsdag. De meest uitgesproken aanhangers hiervan waren Justinus de Martelaar († ca. 165) en Ireneüs.
Tegen de 3e eeuw ontstond tegenstand tegen het premillennialisme. Origenes was de eerste openlijke tegenstander.

#### Ontwikkelingen in het joods christendom
Met de verwoesting van Jeruzalem was het joods christendom al gemarginaliseerd. Toen Sjimon bar Kochba zijn opstand begon (132) en veel aanhangers hem zagen als messias, weigerden de joodse christenen de opstand te steunen. Hadrianus verbood na het neerslaan van de opstand (waarbij ook veel Romeinse soldaten het leven lieten) alle gebruiken in de joodse religie, inclusief de sjabbat en besnijdenissen. Hiermee kwam vrijwel geheel een einde aan het joods christendom, ook al bleven sommige geloofsgemeenschappen bestaan, zoals de nazoreeërs en de ebionieten.
Bij enkele groepen ontstond begin tweede eeuw, in reactie op het toenemend belang van de Griekstalige evangeliën, behoefte aan eigen verhalen vanuit al bestaand materiaal. Dat leidde tot een aantal Joods-christelijke evangeliën:
- Evangelie van de Ebionieten: een belangrijk kenmerk van dit werk is de christologische opvatting, een vorm van adoptianisme, de overtuiging dat God Jezus als Zijn zoon adopteerde bij zijn doop. Dit wordt soms geïnterpreteerd als de overtuiging dat de Geest van God bij de doop bezit nam van Jezus en hij tot zijn dood in het bezit bleef van die Geest, door de ebionieten Christus genoemd.[33][34]
- Evangelie van de Hebreeën: dit werk is vooral gebaseerd op wijsheidsliteratuur. De Wijsheid wordt hierin voorgesteld als de Heilige Geest die "Moeder" wordt genoemd. De Geest daalt neer voor de gehele mensheid, maar in dit evangelie is het vooral Jezus waarnaar gezocht wordt. Iedereen "die de Geest bezit" kan een zoon genoemd worden maar Jezus is de Zoon met de speciale missie.[35]

Doordat zowel het vroeg-rabbijns jodendom het christelijk jodendom als de latere kerkvaders joods christendom als ketters gingen beschouwen, kwam het in een geïsoleerde positie.

#### Gnostiek
Gnosis is de kern in de overtuiging van een aantal religieuze bewegingen die zich in de eerste eeuwen na Chr. ontwikkelden. Het betreft het hermetisme, de gnostiek, het mandeïsme en het manicheïsme dat in de derde eeuw ontstond. Gnosis is het verwerven van het inzicht in de oorsprong, huidige situatie en de bestemming van de mens. Wie de werkelijke situatie kent en dus ook weet heeft van zijn goddelijke kern en van de mogelijkheid tot terugkeer naar de goddelijke wereld heeft gnosis.
Gnosis was geen exclusief christelijk begrip. Groepen uit filosofische, vooral platonische milieus, joodse en christelijke milieus voelden zich in de eerste eeuwen aangesproken door de kern van het begrip gnosis. De verschillende verschijningsvormen van en verhalen over gnosis zijn het gevolg van de invulling van het begrip in meerdere milieus. In de tweede en derde eeuw was in het Romeinse rijk de christelijke gnosis vooral aanwezig binnen de gnostiek. Gnosis is in de gnostiek altijd het resultaat van openbaring door een verlosser. Het gaat daarbij nooit om vergeving van zonden, maar om het opheffen van onwetendheid.
Ook binnen de gnostiek is sprake van een aanzienlijke pluriformiteit. Er is in de gnostiek sprake van meerdere verlossers. Een aantal onderzoekers spreekt alleen van christelijke gnosis als Jezus Christus als verlosser optreedt. Anderen vinden herkenbaar christelijke elementen daarvoor voldoende. Er zijn echter ook gnostische geschriften en opvattingen die evident niet of nauwelijks als christelijk te duiden zijn.
De christelijke gnosis was met name aanwezig in de geschriften van het valentinianisme. De verlossing door – alleen – Christus was het centrale thema van de beweging. Het was in de Romeinse oudheid de meest verbreide en invloedrijke stroming binnen de gnostiek. Een herkenbare identiteit van de beweging was rond het midden van de tweede eeuw aanwezig.
Een andere stroming zoals het sethianisme keerde zich vanaf het eind van de tweede eeuw af van een steeds orthodoxer wordend christendom en begon zich te richten op de meer individuele contemplatieve praktijken van het platonisme van de derde eeuw. Aan het eind van de derde eeuw raakte het ook vervreemd van orthodoxe platonisten en was er sprake van toenemende invloed van neoplatonisten.
Tot in de tweede helft van de tweede eeuw konden gnostische en niet-gnostische christenen nog deel uitmaken van dezelfde christelijke gemeente. Een geschrift als Uitleg van de Gnosis, een van de Nag Hammadigeschriften, maakt dat duidelijk. Met name vanaf de vierde eeuw wordt de positie van de gnostische beweging steeds meer precair. Vanaf eind vierde eeuw werd een harde lijn van vervolging ingezet en werden gnostische groepen in feite gelijk gesteld met heidenen en vervolgd. In de vijfde eeuw gaat deze synchroon lopen met de vervolging van het manicheïsme. In de zevende eeuw is in het westen geen gnostische beweging meer aanwezig.

#### Marcion
Marcion van Sinope († ca. 160) had een dualistische opvatting. Hij stelde dat de God van de Hebreeuwse Bijbel (de demiurg) een andere god was dan de Vader van Jezus. Hij verwierp de Hebreeuwse Bijbel in zijn geheel in plaats van deze te allegoriseren. Daarnaast wilde hij de gezaghebbende christelijke werken (inclusief die later opgenomen zouden worden in de canon van het Nieuwe Testament) zuiveren van invloeden vanuit het jodendom.
Marcion geloofde dat zelfs de apostelen de bedoelingen van hun Meester verkeerd hadden begrepen en niet hadden gezien hoe nieuw zijn boodschap feitelijk was. De enige apostel die Jezus' leer goed had begrepen was volgens hem Paulus, maar zelfs in diens werken zag hij vervuilingen door joodse invloeden. Om die reden begon hij met het produceren van een gezuiverde tekst van de brieven van Paulus en het evangelie van Lucas (waarvan hij dacht dat het in de oorspronkelijke vorm een werk van Paulus was) - het evangelie volgens Marcion. De andere evangeliën en brieven verwierp hij.
Na zijn excommunicatie in 144 stichtte hij zijn eigen Kerk, het marcionisme; deze gebeurtenis wordt soms beschouwd als het eerste schisma binnen de christelijke Kerk. Zijn leer werd de dominante stroming in Klein-Azië. Volgens de aanhangers was Jezus volledig goddelijk en niet menselijk; hij leek alleen maar menselijk te zijn (docetisme).

#### Canonvorming van het Nieuwe Testament
In zekere zin trof deze actie van Marcion de christelijke gemeenschap als donderslag bij heldere hemel. Er was eenvoudig nooit een vraag geweest over het al dan niet terechte gezag van evangeliën, brieven of openbaringen. Opeens werd het dringend noodzakelijk vast te stellen welke werken "juist" waren en welke vervalsingen of op andere wijze onwaardig in de kerken gebruikt te worden. In tegenstelling tot Marcion accepteerden veel gnostische sektes talloze evangeliën en produceerden zelf "geheime" of apocriefe evangeliën, handelingen, brieven en apocalypsen. Veel van deze "apocriefe" teksten schilderden Jezus af als een heftig pleitbezorger voor seksuele onthouding. In sommige werden de terughoudende tradities over Jezus' kindertijd doorontwikkeld tot verhalen over Maria's ouders en haar (wonderbaarlijke) geboorte en eeuwigdurende maagdelijkheid.
Reeds aan het einde van de 2e eeuw bestond een canon die niet veel van de huidige verschilde. De tweede helft van de 4e eeuw vormde de beslissende fase van canonisering. Canoniciteit werd door de Kerk bepaald aan de hand van veronderstelde apostolische oorsprong. Bijvoorbeeld het evangelie volgens Marcus was canoniek omdat volgens de traditie Marcus de verkondiging van de apostel Petrus op schrift gesteld had. Bij de canonisering moest men er rekening mee houden dat sommige boeken ten onrechte pretendeerden geschreven te zijn door een bepaalde auteur (pseudepigrafen). De boeken die buiten de canon gevallen zijn worden apocriefe boeken genoemd.

### Derde eeuw: kerkvaders
De kerkvaders waren de auteurs die in de eeuwen na de apostolische vaders publiceerden over thema's binnen het christendom en hiermee de belangrijkste onderwerpen in de christelijke theologie tot aan de Reformatie bepaalden. Deze periode wordt meestal tot de 8e eeuw gerekend.
In de eerste eeuwen werden vrijwel alle werken in het Grieks geschreven. Het eerste bewaard gebleven christelijke document in het Latijn is een schrijven naar aanleiding van het overlijden van paus Fabianus in 250. Langzaam maar zeker groeide het belang van Latijn. In de 4e eeuw werd het Latijn dominant en met de publicatie van de Vulgaat door Hiëronymus en de werken van Augustinus werd Latijn de facto de taal van de Kerk.

#### Groei en ontwikkeling

Verspreiding van het christendom tot 325
Verspreiding van het christendom tot ± 700

Naar schatting waren er bij het aanbreken van de 3e eeuw ongeveer 200.000 christenen. De belangrijkste centra in deze periode waren:
- Alexandrië: hier ontstond de school van Alexandrië waar o.a. Clemens van Alexandrië († ca. 215) en Origenes († 253 of 254) leiding gaven en waar zich een allegorische leeswijze van de Bijbel ontwikkelde. Origenes schreef ook de eerste christelijke dogmatiek: De principiis.
- Carthago: hier vond de Kerk een kundige verdediger in Tertullianus († ca. 225). Zijn leerling Cyprianus raakte als bisschop zeer omstreden omdat hij in 250 vluchtte voor de vervolgingen onder Decius. In 258 is hij alsnog als martelaar gestorven.
- Rome: hier was Ireneüs' leerling Hippolytus van Rome († 235) een rigoristische schrijver. Toen Paus Calixtus I (217 - 222) besloot tot de mogelijkheid van het vergeven van alle zonden, ook moord en verkrachting, door boetedoening (penitentie), verwierp Hippolytus deze opvatting en verklaarde zichzelf tot eerste tegenpaus - het schisma van Hippolytus.

In de woestijn ten zuiden van Alexandrië, in Wadi Natroen, vestigt zich in 271 de kluizenaar Antonius van Egypte. Later voegden andere christenen zich bij hem en vormden een van de eerste gemeenschappen van heremieten.

#### Doorontwikkeling theologie
De aard of natuur van Jezus bleef een belangrijk thema. Ook in deze eeuw geloofden sommigen (zoals Paulus van Samosata) niet in zijn godheid en anderen (zoals Praxeas en Sabellius) juist niet in zijn mens-zijn. De doctrine dat Jezus Christus "waarachtig God en waarachtig mens" was, werd dominant in de Kerk.
De contouren van een theologie inzake de drie-eenheid kunnen voor het eerst worden waargenomen. Tertullianus droeg hier in belangrijke mate aan bij. Hij introduceerde de Latijnse term trinitas. Van huis uit advocaat, verklaarde hij het wezen van God in de taal van het Romeinse rechtssysteem. Hij introduceerde de term personae (meervoud van persona - partij in juridische zin) voor de Vader, Zoon en Heilige Geest. Voor de gezamenlijkheid van Vader, Zoon en Heilige Geest gebruikte hij de term substantia, die verwijst naar de juridische status in de gemeenschap.

#### Vervolgingen
Lactantius merkt in zijn werk De mortibus persecutorum, "Over de dood van de vervolgers" op dat de christenen verschillende bevolkingsgroepen van verschillende streken bijeenbrachten. Het toenmalige Romeinse Rijk voelde dit aan als een bedreiging. Meer bepaald het boven-lokaal karakter ervan, het multi-etnische aspect en de sociaal gevarieerde sociologische samenstelling van christenen. Daardoor verschilden zij van bijna alle andere religieuze groepen en was een aanleiding tot vervolging ervan.
Christenvervolgingen werden hervat door de keizers Decius omstreeks 250 en de Christenvervolgingen door Diocletianus, Galerius en Maximinus aan het begin van de 4e eeuw. In de tijd van Diocletianus waren christenen ook aan het hof gewoon, maar in 303 besloot de keizer, onder invloed van Galerius, het christendom in de ban te doen.

#### Manicheïsme
In de derde eeuw ontstond een nieuwe gnostische beweging, het manicheïsme, waarvan ook gnosis het centrale thema was.
De wortels van het manicheïsme liggen in de eerste plaats in een gnostisch type christendom en de christelijke gnosis.
Het manicheïsme was een sterk op missie gerichte religie. In de vierde eeuw waren in vrijwel alle gebieden rond de Middellandse Zee, alsmede in enkele delen van Centraal-Azië manichese gemeenschappen aanwezig. De eerste aanwezigheid van manicheïsme in China dateert van eind zevende eeuw.
De manichese kerk was uitstekend georganiseerd en werd strak en hiërarchisch geleid. Het sterk ethische karakter van de religie sprak ook velen aan. De katholieke kerk was in de vijfde eeuw al geïnstitutionaliseerd en zijn revolutionaire karakter van de eerste eeuwen kwijtgeraakt. De geschriften van Mani (216-276) spraken over de verhouding tussen kerk en staat, lichaam en ziel, onthouding en seksualiteit. Mani had door de manier van organiseren van zijn kerk ook duidelijk gemaakt dat een leer daadwerkelijk nageleefd kon worden.
In de vierde en vijfde eeuw werd het manicheïsme in het Romeinse rijk dan ook als een serieuze concurrent en bedreiging van het katholieke christendom gezien. Als gevolg van de effecten van daarop volgende vervolgingen was het manicheïsme in het westen begin zevende eeuw verdwenen. In China wist het zich tot begin zeventiende eeuw te handhaven.

### Vierde eeuw: Christendom als staatsreligie
In 301 bekeerde Grigor Lusavorich (St. Gregorius de Verlichter) koning Tiridates IV van Armenië en werd het christendom in dit land voor het eerst staatsgodsdienst.
In het Romeinse rijk kwam er een einde aan de christenvervolgingen. Tijdens de regering van Constantijn de Grote werd met het edict van Milaan (313) godsdienstvrijheid toegestaan. Op dat moment was waarschijnlijk 10% van de bevolking van het Romeinse Rijk christen; veertig jaar later was dat ongeveer de helft. Aangezien Constantijn een verenigde kerk nodig had als politieke legitimatie, riep hij in 325 op tot een concilie dat het hele christendom vertegenwoordigde om consensus te bereiken in de Kerk. Tijdens dit Eerste Concilie van Nicea werd het arianisme veroordeeld en de geloofsbelijdenis vastgelegd zoals die vandaag de dag bekend is. Over het algemeen wordt het concilie van Nicea gezien als afsluiting van de fase van het vroege christendom.
In 380 werd met het Edict van Thessaloniki een belangrijke stap gezet om het christendom de staatsgodsdienst van het Romeinse Rijk te maken. Bij de dood van Theodosius I in 395 werd het Romeinse Rijk gesplitst in het West-Romeinse Rijk (met hoofdstad Rome) en het Oost-Romeinse Rijk (het Byzantijnse Rijk met hoofdstad Constantinopel). Parallel hieraan zou zich de komende eeuwen een splitsing ontwikkelen tussen het westers christendom en oosters christendom.

## Sporen van de eerste christenen

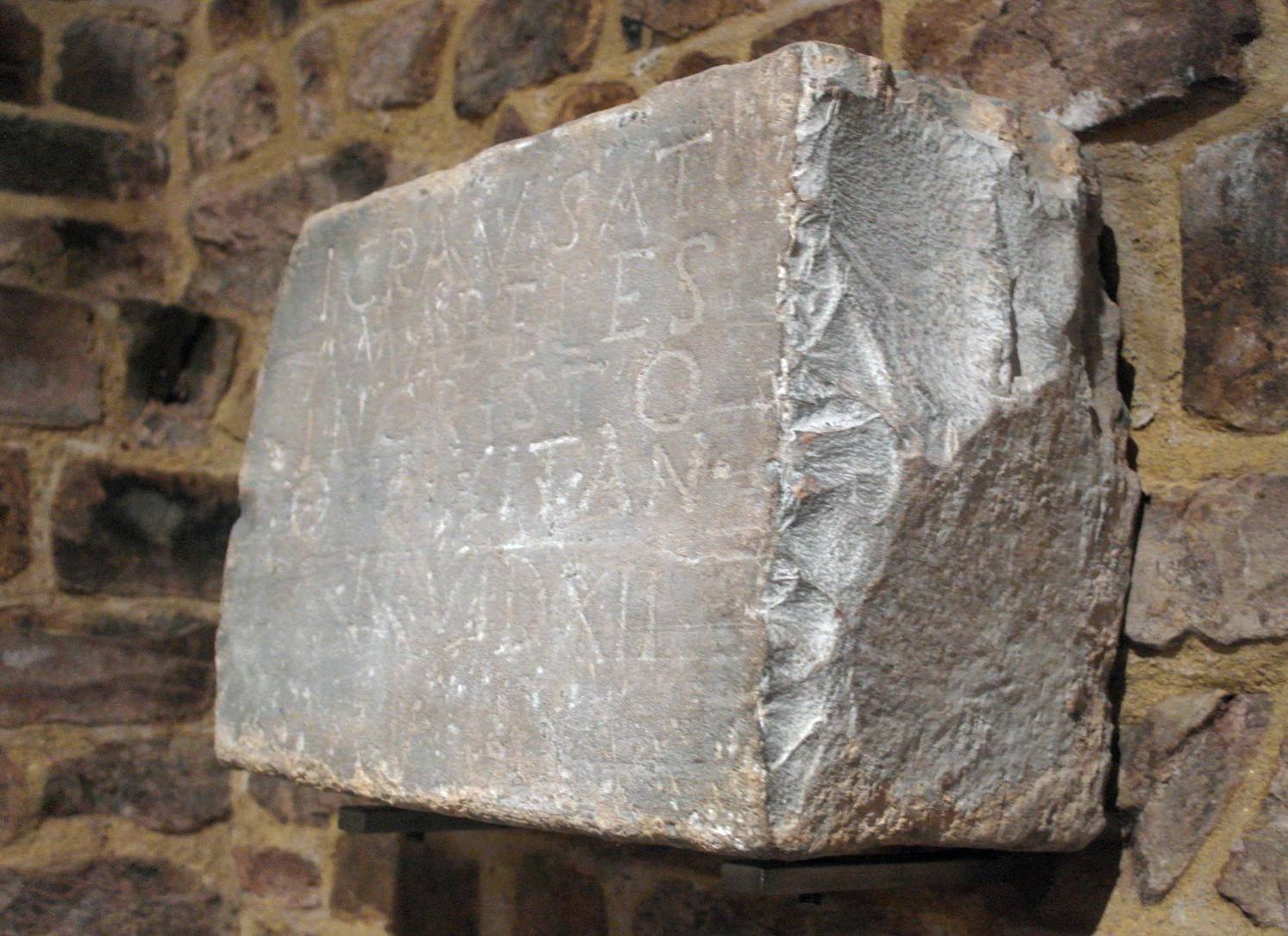
Grafsteen van Amabilis, 5e eeuw, Maastricht

Algemeen wordt een papyrusfragment (Papyrus 52) met tekst uit het Evangelie volgens Johannes als het het oudst bewaarde christelijke fragment beschouwd. Dit fragment wordt rond 125 gedateerd. Een tijdlang is gedacht dat de Dode Zee-rollen, geschreven voor 68, een snipper (7Q5) met tekst uit het Evangelie volgens Marcus bevatten. Bijzonder is ook de eerste duidelijk christelijke inscriptie, het grafschrift van de Frygische bisschop Abercius dat in 1882 in Zuidoost-Turkije is gevonden. De door de bisschop zelf opgestelde tekst meldt hoe hij in navolging van Paulus de uiteinden van het Rijk heeft bereisd om de blijde boodschap uit te dragen. Uit de derde eeuw stammen voorts de eerste tekeningen en reliëfs van Petrus en Paulus, graftombes met de beeltenis van Jezus als de Goede Herder en een curieuze getuigenis van de eerste kerstening: een grafsteen met zowel heidense als christelijke opschriften. Zij is afkomstig uit het Vaticaan, dat toen nog een begraafplaats was voor alle gezindten. Petrus ligt er hoogstwaarschijnlijk begraven te midden van volgelingen van Jupiter, Serapis en Hekate.

### In Nederland

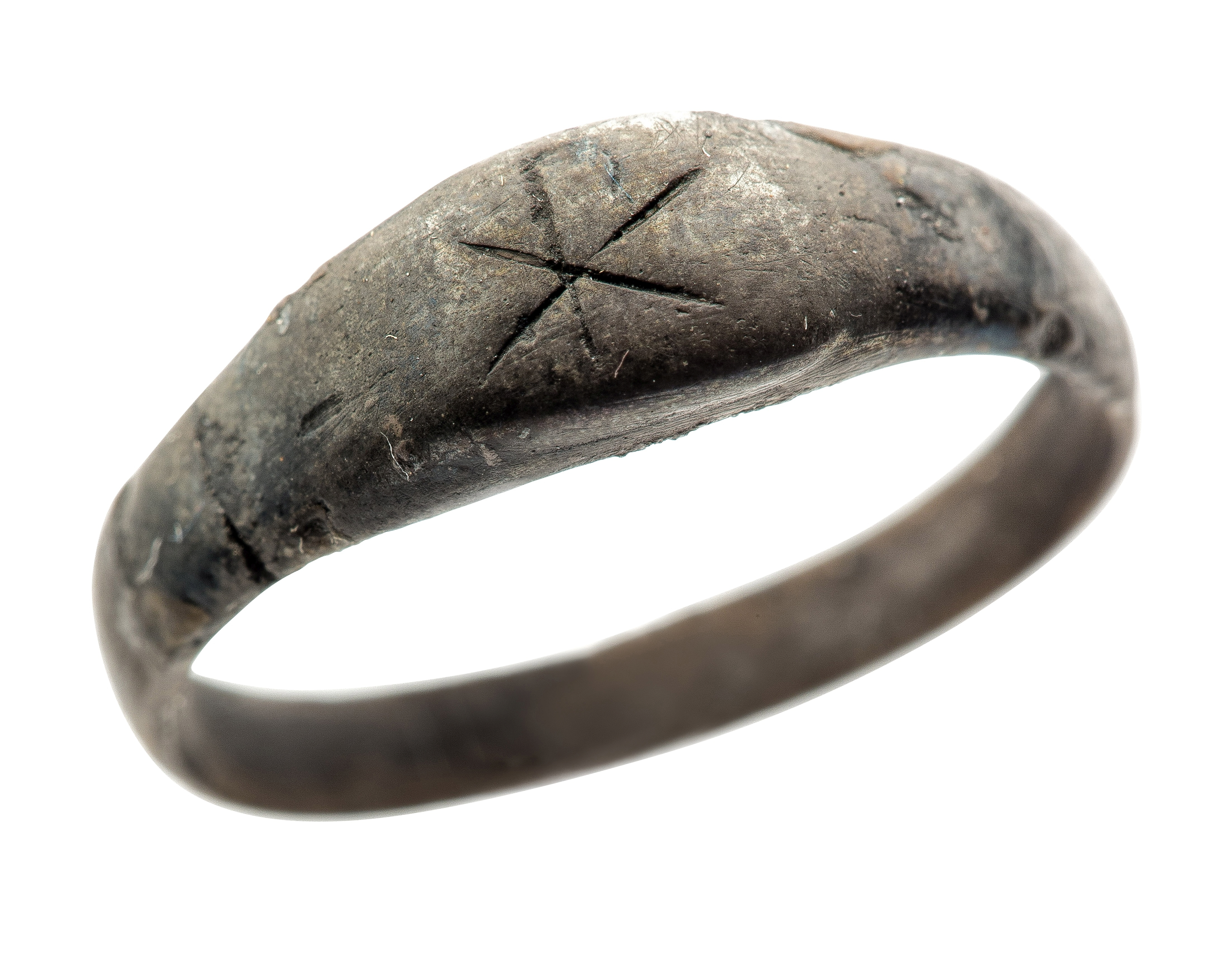
Zilveren ring met christogram uit een 4de-eeuwse christelijke begraafplaats in laat-Romeins Tongeren, een van de oudste bewijzen voor een christelijke gemeenschap in de Lage Landen, Gallo-Romeins Museum (Tongeren)

De oudste christelijke grafsteen van Nederland bevindt zich in het lapidarium van de oostcrypte van de Sint-Servaasbasiliek in Maastricht. De steen uit de vijfde eeuw bevond zich op het graf van Amabilis, een vierjarig meisje, en werd later hergebruikt als spolium in het westwerk van de kerk. Vier andere grafstenen uit de 5e en 6e eeuw tonen aan dat hier een christelijke gemeenschap actief was.

## Vroeg-christelijke kunst
De vreedzame co-existentie met andere religies, waar de kerkvaders een einde aan zouden maken, laat zich ook goed aflezen uit twee goedbewaarde drinkbekers, die in de vierde eeuw in dezelfde werkplaats in Keulen werden vervaardigd. De afbeeldingen op de bekers zijn vrijwel identiek: een vrouw die een man een kelk aanreikt. Maar op de ene beker stellen zij Diana en Apollo voor en luidt de tekst: "Neem de beker en geniet", terwijl het bij de andere beker gaat om Eva en Adam, met de woorden: "Geniet van God, drink en leef."
Een ander voorbeeld is een set tafelgerei uit Engeland, waarvan het bord is versierd met heidense godheden en het bestek met christelijke monogrammen.
Het leven en de kunst van de vroege christenen wordt vooral weergegeven in een rijke en afwisselende hoeveelheid archeologische vondsten uit het hele Romeinse Rijk: beelden, tombes, fresco's, gebruiksvoorwerpen, sieraden, munten, speelgoed en kleine persoonlijke eigendommen die zijn aangetroffen in de catacomben, die normaal gesproken dienden als grafkelders, maar waar tijdens de vervolgingen de ondergedoken christenen wel samen kwamen.
Een voorbeeld van de vroegchristelijke schilderkunst zijn de fresco's in grafkelders. De christenen wilden in die tijd niet begraven worden met heidenen en zorgden ervoor dat hun grafkelders of catacomben versierd waren met christelijke taferelen. Zij geloofden in de redding in het hiernamaals en dit geloof werd de essentie van de vroegchristelijke grafkunst. Christus werd op fresco’s vaak afgebeeld als de Goede Herder. Ook op details van sarcofagen keert dit thema vaak weer.

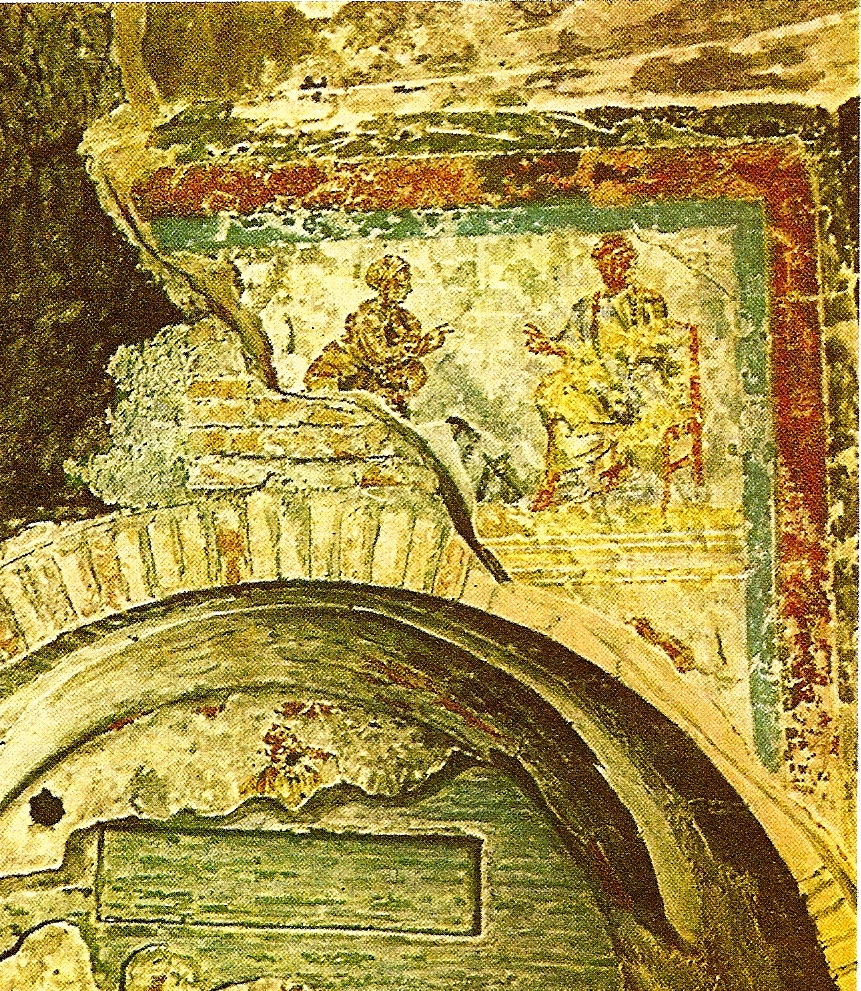
De aankomst van de overledene voor Christus (begin 5e eeuw) Rome, Domitilla-catacombe.
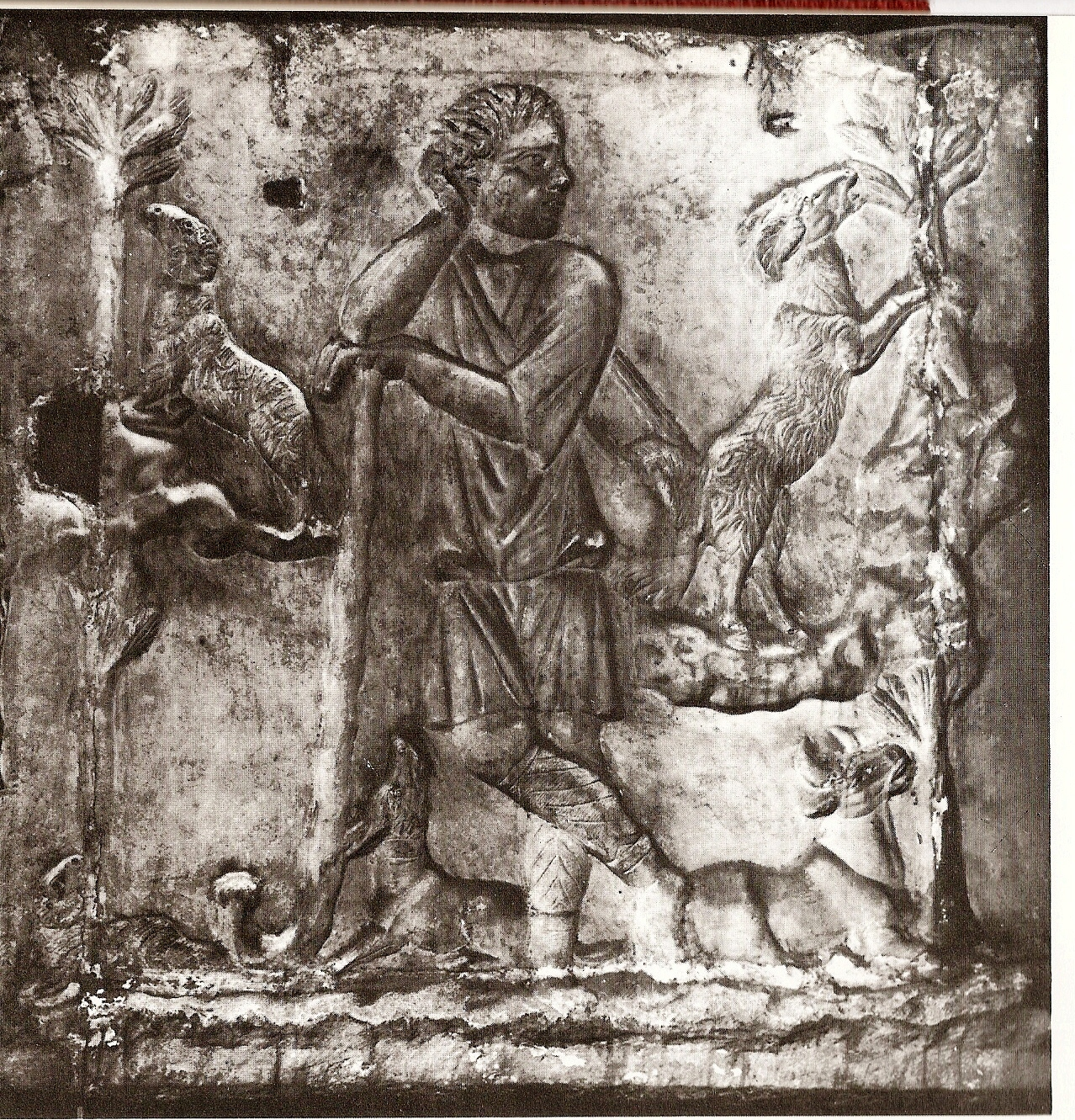
Herder met zijn kudde. Sarcofaag eind 5de eeuw in Rome.

De stijl van de vroegchristelijke kunstvoorwerpen sluit nog aan bij het laatklassieke realisme, maar het is duidelijk te zien dat voor deze artiesten de boodschap belangrijker was dan de esthetische vormen. Symbolen zoals de vis (Ichtus) (Christus), het anker (de zekerheid van het geloof) en het christogram, Christus' in elkaar gevlochten initialen X (chi) en P (rho), vaak samen met 'alfa en omega' (begin en einde), nemen daarom de plaats in van de levensechte voorstellingen van de profane kunst. (Het kruis duikt pas op in de vijfde eeuw, toen de kruisiging als straf voor halsmisdrijven al was afgeschaft.) In die tijd (derde en vierde eeuw) werd ook de basis gelegd voor een nieuwe thematiek die gedurende een periode langer dan een millennium de beeldende kunst van Europa zou domineren: Christus en de apostelen, de opstanding van Lazarus, de wonderen van Jezus, de aanbidding der wijzen en sommige oudtestamentische scènes als de drie mannen in de hete oven en de - op een Vaticaanse sarcofaag fel realistisch weergegeven - avonturen van Jona in de grote vis; dat waren ook in de derde en vierde eeuw al geliefde onderwerpen. Bijzonder fraai zijn ook een tiental piepkleine reliëfs met ivoorsnijwerk uit de vierde en vijfde eeuw. De geboorte van Christus, zijn lijdensweg, de zelfophanging van Judas Iskariot en zelfs een afbeelding van de allereerste basiliek die keizer Constantijn boven het graf van Petrus liet aanleggen, zijn hierop te zien.